# Microsorum surinamense
Microsorum surinamense là một loài thực vật có mạch trong họ Polypodiaceae. Loài này được (Jacq.) Alston miêu tả khoa học đầu tiên năm 1932.